# جامع الأنوار المحمدية
جامع الأنوار المحمدية هو جامع في منطقة ركن الدين في العاصمة دمشق، الخطيب الحالي هو ثروت مسعود.